# 第28军 (德国国防军)
第28军（德語：XXVIII. Armeekorps）是第二次世界大戰期間德國國防軍的軍團。該軍於1940年5月20日在第三軍區成立。戰爭期間該軍隸屬於德國第6、16、18和第3裝甲軍團。1945年後，該軍被稱為薩姆蘭特遣部隊（Armeeabteilung Samland）。該軍團在東普魯士薩姆蘭作戰，直到1945年4月下旬全軍覆沒。